# Sumpfgelbkehlchen
Das Sumpfgelbkehlchen (Geothlypis beldingi) auch Belding-Gelbkehlchen ist ein kleiner Singvogel aus der Gattung der Gelbkehlchen (Geothlypis) in der Familie der Waldsänger (Parulidae). Robert Ridgway benannte es nach dem US-amerikanischen Ornithologen Lyman Belding. Das Verbreitungsgebiet befindet sich in Baja California Sur auf der schmalen Halbinsel Niederkalifornien in Mexiko. Die IUCN listet die Art seit 2000 als „vom Aussterben bedroht“ (critically endangered).

## Merkmale
Sumpfgelbkehlchen erreichen eine Körperlänge von 14 Zentimetern und wiegen 13,8 bis 17,7 Gramm. Die Flügellänge beträgt beim Männchen 6 bis 6,4 Zentimeter, beim Weibchen 5,7 bis 6 Zentimeter. Sie ähneln im Erscheinungsbild dem Bahama-Gelbkehlchen (Geothlypis rostrata). Adulte männliche Sumpfgelbkehlchen der Nominatform haben eine schwarze Gesichtsmaske, die über dem Schnabel miteinander verbunden ist, ein angrenzendes breites, gelbes Stirnkronenband, das sich bis unterhalb der Ohrendecken zieht und ein olivgrün bis braun getöntes Kronen- und Nackengefieder. Die Flügel und die Schwanzfedern sind dumpf braun mit oliven Federrändern. Das Oberseitengefieder ist olivgrün mit verwaschenen oliven Flanken und Brustseiten, das Unterseitengefieder hellgelb, am Bauch etwas matter. Der Schnabel ist schwarz; die Beine sind fleischfarben. 
Bei den adulten weiblichen Sumpfgelbkehlchen fehlen die schwarze Gesichtsmaske und das Stirnkronenband. Das Kronengefieder ist olivgrün mit braunen Farbpigmenten. Die Zügel und Ohrendecken sind grauoliv und der schmale Superciliarstreifen und der unterbrochene Augenring olivgelb. Das Oberseitengefieder ist olivgrün; das Unterseitengefieder blassgelb, oft mit weißlichem Bauchgefieder. An den Flanken ist das Gefieder olivbraun verwaschen. Männliche Individuen der Unterart Geothlypis b. goldmani haben ein grauweißes Stirnkronenband.

## Vorkommen, Ernährung und Fortpflanzung
Sumpfgelbkehlchen haben ein stark zersplittertes Verbreitungsgebiet. Sie sind im Bundesstaat Baja California Sur in Mexiko endemisch. Sumpfgelbkehlchen bewohnen Süßwassersümpfe mit einer aus Schilf, Rohrkolben oder Gewöhnlicher Teichbinse bestehenden Vegetation und die Ränder von Lagunen. Sie ernähren sich überwiegend von Insekten und weiteren Wirbellosen, die sie in der niederen Vegetation aufstöbern. Gebrütet wird von März bis Mai. Ihr tiefes, napfförmiges Nest legen sie ab einer Höhe von 1,5 Metern unter anderem im Rohrkolben oder manchmal auch auf der Gewöhnlichen Teichbinse an. Das Nest wird aus Pflanzenteilen der bewohnten Wasserpflanzen und Grashalmen errichtet, und das Innere des Nestes mit Tierhaaren und feinen Pflanzenfasern ausgepolstert. Ein Gelege besteht aus zwei bis vier Eiern (gewöhnlich drei). Über die Bebrütungs- und Nestlingszeit gibt es keine Untersuchungen.

## Unterarten
Die systematische Einteilung in zwei Unterarten ist nicht allgemein akzeptiert. Von manchen Zoologen wird das Sumpfgelbkehlchen als monotypisch betrachtet mit abweichenden Farbvariationen.
Es gibt zwei anerkannte Unterarten:
- Geothlypis b. beldingi Ridgway, 1882
- Geothlypis b. goldmani Oberholser, 1917

Zusammen mit dem Weiden-Gelbkehlchen (Geothlypis trichas), dem Bahama-Gelbkehlchen (Geothlypis rostrata) und dem Goldscheitel-Gelbkehlchen (Geothlypis flavovelata) bildet das Sumpfgelbkehlchen eine Superspezies. Von manchen Autoren wird das Weiden- und Sumpfgelbkehlchen auch als konspezifisch betrachtet.

## Gefährdungsstatus und Bestandszahlen
Von der IUCN werden sie seit 2000 als „vom Aussterben bedroht“ (critically endangered) geführt. Hauptursache ist Lebensraumvernichtung. Nach der Vogelschutzorganisation BirdLife International gibt es Vorkommen der Nominatform von etwa 70 Vögeln in Punta San Pedros und 219 bis 480 in San José del Cabo. Früher kam die Unterart auch im Süden des Bundesstaates Baja California bis nördlich von La Paz in Baja California Sur vor. Die Population brach jedoch wegen Lebensraumvernichtung zusammen. Die Unterart Geothlypis b. goldmani kommt mit etwa 537 bis 648 Individuen um die Stadt San Ignacio vor und etwa mit 203 bis 405 Einzeltiere um Mulegé und La Purísima. Weitere Vorkommen gibt es in Comondú; die Populationsgröße ist jedoch unbekannt. Ehemals waren sie auch um Santiago, Miraflores und El Triunfo verbreitet, dort wurden sie jedoch ausgerottet.